# Корыто (дорожное строительство)
Корыто — выемка глубиной, как правило, 0,35—0,4 м вдоль оси земляного полотна, предназначенная для укладки материалов дорожного основания (песка, гравия, щебня) и дорожного покрытия.
Корыто устраивают в зависимости от высоты насыпи и от принятой технологии дорожного строительства одновременно с возведением земляного полотна или в готовом земляном полотне.
Устройство корыта — важный этап строительства дороги. Для устройства корыта обычно проходами автогрейдера срезается грунт из верхней части насыпи и перемещается на обочины. Первым проходом по оси корыта грунт срезается на 12—15 см ниже отметки дна корыта, вторым — срезанный грунт перемещается на обочину в виде выемки. Остальными проходами окончательно формируется профиль корыта.